# 北景乡 (临猗县)
北景乡，是中华人民共和国山西省运城市临猗县下辖的一个乡镇级行政单位。

## 行政区划
北景乡下辖以下地区：
北景村、北里村、东里村、东张白村、景村、南景村、齐村、石家庄村、西里村、西张白村、张村堡村、张村、大闫村、翟庄村、东闫村、高家庄村、贾庄村、焦家营村、景庄村、罗村、马家窑村、南庄村、尉庄村和小闫村。